# Erdeven

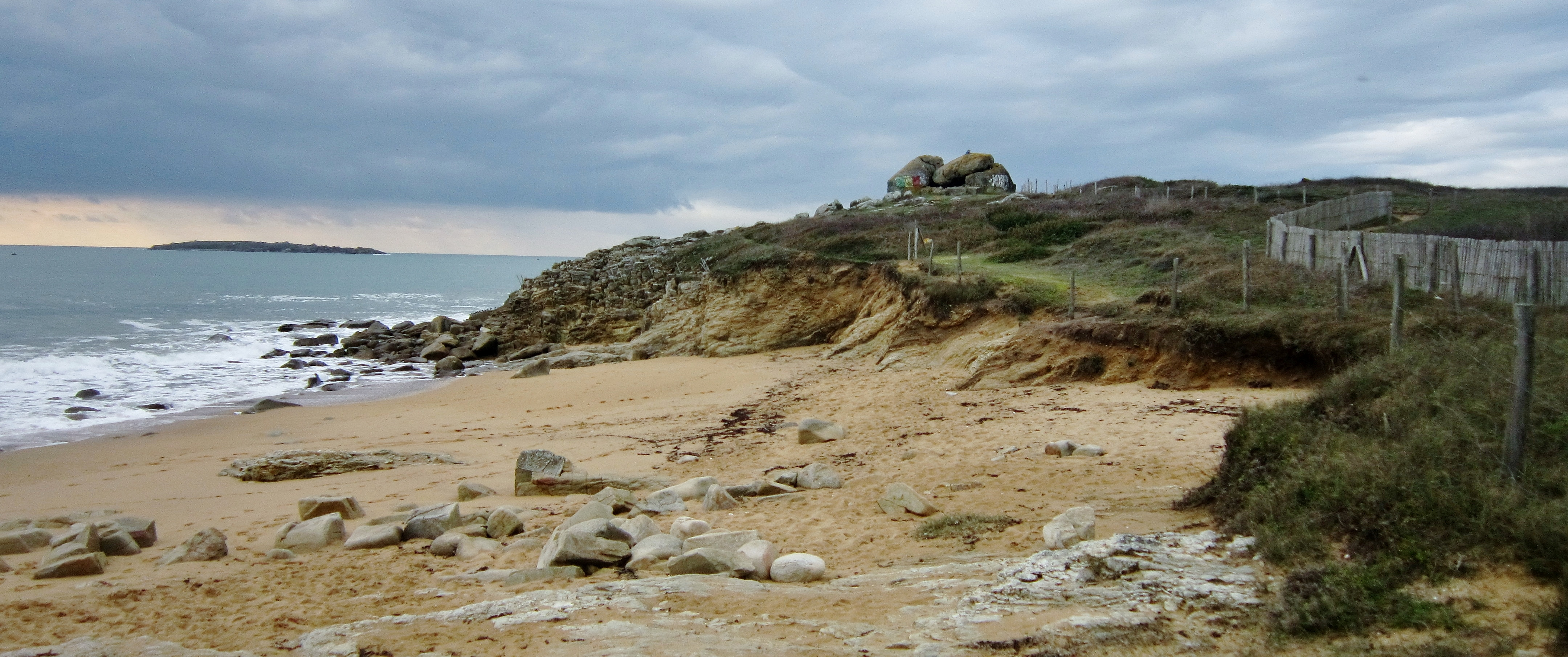
Rocas de Fétan-Léreg

Erdeven es una comuna francesa situada en el departamento de Morbihan, en la región de Bretaña.
Su principal industria es el turismo. Sus atracciones incluyen una playa de siete kilómetros de largo en las costas del Atlántico y varios sitios prehistóricos con megalitos.
Localidad costera del sur de Bretaña, Erdevan tiene en 2021 una población de 3974 habitantes, que aumenta a entre 10 000 y 15 000 habitantes en el verano. Tiene una media de más de 2000 horas de sol por año.
La capilla de Langroëz está catalogada como monumento histórico de Francia.

## Demografía
| 1864 | 1910 | 1986 | 2145 | 2352 | 2523 | 3974 |
| Para los censos de 1962 a 1999 la población legal corresponde a la población sin duplicidades (Fuente: INSEE [Consultar]) |      |      |      |      |      |      |